# Amerila sericea
Amerila sericea är en fjärilsart som beskrevs av Edward Meyrick 1886. Amerila sericea ingår i släktet Amerila och familjen björnspinnare. Inga underarter finns listade i Catalogue of Life.